# Narcissus nivalis
Narcissus nivalis es una especie de planta bulbosa perteneciente a la familia de las amarilidáceas. Es originaria del Norte de África en Marruecos.

## Taxonomía
Narcissus nivalis fue descrita por el médico, naturalista y político español, Mariano de la Paz Graells y publicado en Memorias, Real Academia de Ciencias Exactas, Físicas y Naturales de Madrid 2: 473, en el año 1859.
Etimología
Narcissus nombre genérico que hace referencia  del joven narcisista de la mitología griega Νάρκισσος (Narkissos) hijo del dios río Cephissus y de la ninfa Leiriope; que se distinguía por su belleza. 
El nombre deriva de la palabra griega: ναρκὰο, narkào (= narcótico) y se refiere al olor penetrante y embriagante de las flores de algunas especies (algunos sostienen que la palabra deriva de la palabra persa نرگس y que se pronuncia Nargis, que indica que esta planta es embriagadora). 
nivalis: epíteto latino que significa "de la nieve".
Sinonimia
- Corbularia nivalis (Graells) Nyman
- Narcissus bulbocodium var. ectandrus Barra & G.López
- Narcissus bulbocodium var. minor Willk.
- Narcissus bulbocodium subsp. nivalis (Graells) K.Richt.
- Narcissus bulbocodium var. nivalis (Graells) Baker
- Narcissus juressianus Fern.Casas
- Narcissus subnivalis Fern.Casas[3]